# 앨프리드 세이어 머핸
앨프리드 세이어 머핸(영어: Alfred Thayer Mahan, 1840년 9월 27일 ~ 1914년 12월 1일)은 미국 해군 제독, 전략지정학자, 전쟁사학자로 “19세기 미군의 전략에서 가장 중요한 인물”로 꼽힌다. 강력한 해군을 보유한 국가가 세계적으로 더 강력한 영향력을 점유할 수 있다는 머핸의 생각은 ‘해양력’(sea power)이라는 개념으로 드러나며, 이것을 집대성한 것이 1890년에 쓴 책, 《해양력이 역사에 미치는 영향》(The Influence of Sea Power upon History)이다. 머핸의 해양력 개념은 전 세계 해군의 전략에 엄청난 영향을 미쳤는데, 특히 미국, 독일, 영국 등이 그 영향을 많이 받았다. 그 때문에 1890년대 유럽의 해군력 증강 경쟁이 일어났으며, 이것은 제1차 세계 대전의 원인 중 하나가 된다. 머핸의 사상은 지금도 미국 해군 교리 곳곳에 남아 있다.